# Hărmăneasa
Hărmăneasa – wieś w Rumunii, w okręgu Jassy, w gminie Heleșteni. W 2011 roku liczyła 704 mieszkańców.